# Tapenagá megye
Tapenagá egy megye Argentínában, Chaco tartományban. A megye székhelye Charadai.

## Települések
A megye 2 nagyobb településből (Localidades) áll:
- Charadai
- Cote Lai

Kisebb települései (Parajes):